# TOKO〜best selection
『TOKO〜best selection』（トーコ ベスト・セレクション）は、1998年2月14日発売の古内東子1枚目のベスト・アルバム。

## 解説
- 累計売上は39.3万枚を記録。

## 収録曲
全作詞・作曲：古内東子
1. はやくいそいで(4:27)
編曲：田辺恵二
1stシングル
2. 誰より好きなのに (Album Remix)(5:08)
編曲：小松秀行
7thシングル
3. Peach Melba(5:17)
編曲：木原龍太郎
アルバム『Hug』収録
4. キッスの手前(4:51)
編曲：RYU ENDO
アルバム『Distance』収録
5. SLOW DOWN(6:32)
編曲：田辺恵二
アルバム『SLOW DOWN』収録
6. うそつき(6:49)
編曲：キハラ龍太郎
4thシングル
7. Strength(5:15)
編曲：マイケル・コリーナ
6thシングル
8. かわいくなりたい(4:07)
編曲：ジェームス・ギャドソン/ジェリー・ヘイ
8thシングル
9. 逢いたいから(5:59)
編曲：RYU ENDO
2ndシングル
10. 歩き続けよう(Album Version)(4:43)
編曲：マイケル・コリーナ
5thシングル
11. Distance(5:13)
編曲：RYU ENDO
3rdシングル
12. いつかきっと(4:31)
編曲：小松秀行
シングル「かわいくなりたい」収録
13. 幸せの形(Album Version)(5:25)
編曲：マイケル・コリーナ
シングル「歩き続けよう」収録
14. 星空(6:13)
編曲：小松秀行
アルバム『Hourglass』収録

## 演奏
- 古内東子
  - All Vocals, All Vocals & All Background Vocals Arrangement
  - Piano (#4)
- 川村結花：Piano (#1.5)
- 佐野康夫：Drums (#2.3.6.12.14)
- 小松秀行
  - Bass (#2.3.6.12.14)
  - Keyboards (#12)
- 中西康晴
  - Acoustic Piano (#2.4.12)
  - Keyboards (#2)
- 斎藤誠
  - Acoustic Guitar (#2)
  - Electric Guitar (#3.12)
- 浜口茂外也：Percussion (#2.4.9.14)
- 金原千恵子ストリングス：Strings (#2)
- 小林グループ：Horns (#2)
- 三沢またろう：Percussion (#3.6.11.12)
- 香取良彦：Vibraphone (#3)
- 小林正弘：Trumpet (#3.4.6.11)
- 村田陽一：Trombone (#3)
- 小池修
  - Tenor Sax, Flute Solo (#3)
  - Alto Sax (#6)
- Mitsushi Horikawa：Synthesizer Manipulation (#3)
- 木原龍太郎：Guitar, Keyboards (#3.6)
- 吉川忠英：Acoustic Guitar (#4.5.9.11.14)
- 会津良一：Electric Guitar (#4)
- 小田原豊：Drums (#4)
- 美久月千晴：Bass (#4.9.11)
- 菅坂雅彦：Trumpet (#4.11)
- 平内保夫、松本治：Trombone (#4.11)
- 田辺恵二：Synthesizer Manipulation (#4.9.11)
- エリック・ミヤシロ：Mute Trumpet (#5)
- 清岡太郎：Trombone (#6)
- 岸利至：Synthesizer Manipulation (#6)
- スティーヴ・ジョーダン：Drums (#7)
- James Genus：Bass (#7)
- デヴィッド・スピノザ：Guitar (#7)
- Carol Steele：Percussion (#7)
- Anthony Kadleck：Trumpet (#7)
- Andy Snitzer：Tenor Sax (#7)
- Michael Davis：Trombone (#7)
- Michael Colina：Keyboards, Keyboards Programming (#7.10.13)
- Jerry Hey：Trumpet, Horn Arrangement (#8)
- James Gadson：Drums (#8)
- Freddie Washington：Bass (#8)
- Herman Jackson：Keyboards (#8)
- Gregg Moore：Electric Guitar (#8)
- Gary Grant：Trumpet (#8)
- Brandon Fields：Sax (#8)
- Lew McCreary：Trombone (#8)
- 島健：Piano (#9.11)
- 土方隆行：Electric Guitar (#9)
- 江口信夫：Drums (#9)
- Steve Ferrone：Drums (#10)
- Will Lee：Bass (#10.13)
- Nick Moroch：Electric Guitar (#10)
- Nancy McAlhany：Strings Concert Master (#10)
- 松原正樹：Electric Guitar (#11)
- 青山純：Drums (#11)
- 鈴木直樹：Synthesizer Manipulation (#12)
- オマー・ハキム：Drums (#13)
- Chuck Loeb：Electric Guitar (#13)
- 倉田信雄：Keyboards (#14)